# Остин, Тери
Тери Остин (англ. Teri Austin, род. 17 апреля 1957) — канадская телевизионная актриса. Остин известна благодаря роли злобной Джилл Беннетт в прайм-тайм мыльной опере CBS «Тихая пристань», где она снималась с 1985 по 1989 год. В 1990 году роль принесла ей приз «Дайджеста мыльных опер» как лучшей злодейки прайм-тайма.

## Биография
Остин родилась и выросла в Торонто, Онтарио, и окончила Йоркский университет. Она начала свою карьеру с ролей в малых канадских производствах, прежде чем в 1985 году перебраться в США. После роли в телесериале «Тихая пристань», Остин снялась в печально известном сериале ABC «Полицейский рок», который был признан TV Guide одним из худших шоу в истории телевидения. Остальную часть 1990-х она провела, играя гостевые роли в таких сериалах как «Квантовый скачок», «Сайнфелд», «Мэтлок», «Она написала убийство», «Закон Лос-Анджелеса», «Беверли-Хиллз, 90210» и «Агентство моделей». В начале 2000-х Остин начала работать защитником прав животных в Лос-Анджелесе.

## Фильмография
- Семейный час секса и насилия (1983)
- Последний выбор (1985)
- Виндикатор (1986)
- Опасная любовь (1988)
- Воспитание Каина (1992)
- Лорд защитник (1996)
- Зона криминала (2001)